# Philodendron mello-barretoanum
Philodendron mello-barretoanum là một loài thực vật có hoa trong họ Ráy (Araceae). Loài này được Burle-Marx ex G.M.Barroso miêu tả khoa học đầu tiên năm 1957.